# Almaça
Almaça ist eine Gemeinde (Freguesia) im portugiesischen Kreis Mortágua. In ihr leben 84 Einwohner (Stand 30. Juni 2011).